# Атайкорт
Атайкорт (чечен. Атай-корта) — горная вершина в Ножай-Юртовском районе Чеченской Республики.
Высота над уровнем моря составляет 1471. 6 метр. Горная вершина находится к юго-востоку от населённых пунтов: Алхан-Хутор, Даттах, Булгат-Ирзу, и хребта Планивук, по западному склону горы протекает речка Даттах.
Название горы Атайкорт (чечен. Атай-корта) связано с именем нарта Атай. Здесь сохранились жернова ручной мельницы, которыми пользовались нарты-орстхойцы Атай (чечен. Атай), Дюра (чечен. Дуьйра) и Амир (чечен. Ӏаьмир)..